# العلاقات الإيرانية البوتانية
العلاقات الإيرانية البوتانية هي العلاقات الثنائية التي تجمع بين إيران وبوتان.

## مقارنة بين البلدين
هذه مقارنة عامة ومرجعية للدولتين:
| وجه المقارنة                                              | إيران                    | بوتان          |
| --------------------------------------------------------- | ------------------------ | -------------- |
| المساحة (كم2)                                             | 1.65 مليون               | 38.39 ألف      |
| عدد السكان (نسمة)                                         | 79.97 مليون              | 807.61 ألف     |
| الكثافة السكانية (ن./كم²)                                 | 48.47                    | 21.04          |
| العاصمة                                                   | طهران                    | تيمفو          |
| اللغة الرسمية                                             | لغة فارسية               | لغة دزونكا     |
| العملة                                                    | ريال إيراني              | نغولترم بوتاني |
| الناتج المحلي الإجمالي (بليون دولار)                      | 439.51 مليار             | 2.51 مليار     |
| الناتج المحلي الإجمالي (تعادل القوة الشرائية) بليون دولار | 1.36 تريليون             | 6.49 مليار     |
| الناتج المحلي الإجمالي الاسمي للفرد دولار أمريكي          |                          | 2.66 ألف       |
| الناتج المحلي الإجمالي للفرد دولار أمريكي                 |                          | 7.82 ألف       |
| مؤشر التنمية البشرية                                      | 0.766                    | 0.605          |
| رمز المكالمات الدولي                                      | +98                      | +975           |
| رمز الإنترنت                                              | .ir،                     | .bt            |
| المنطقة الزمنية                                           | ت ع م+03:30، توقيت إيران | ت ع م+06:00    |

## منظمات دولية مشتركة
يشترك البلدان في عضوية مجموعة من المنظمات الدولية، منها:
| علم المنظمة | اسم المنظمة                        | تاريخ انضمام إيران | تاريخ انضمام بوتان |
| ----------- | ---------------------------------- | ------------------ | ------------------ |
|             | مؤسسة التنمية الدولية              | 10 أكتوبر 1960     | 28 سبتمبر 1981     |
|             | يونسكو                             | 6 سبتمبر 1948      | 13 أبريل 1982      |
|             | وكالة ضمان الاستثمار متعدد الأطراف | 15 ديسمبر 2003     | 21 أكتوبر 2014     |
|             | الأمم المتحدة                      | 24 أكتوبر 1945     | 21 سبتمبر 1971     |
|             | الاتحاد البريدي العالمي            | ?                  | ?                  |
|             | البنك الدولي للإنشاء والتعمير      | 29 ديسمبر 1945     | 28 سبتمبر 1981     |
|             | منظمة حظر الأسلحة الكيميائية       | ?                  | ?                  |
|             | مؤسسة التمويل الدولية              | 28 ديسمبر 1956     | 1 ديسمبر 2003      |
|             | منظمة الشرطة الجنائية الدولية      | ?                  | ?                  |

## وصلات خارجية
- موقع وزارة الخارجية الإيرانية
- موقع وزارة الخارجية البوتانية